# Waffle House
WH Capital, L.L.C.  eller Waffle House er en amerikansk restaurantkæde med 2.100 lokationer i 25 amerikanske delstater. De serverer vafler, morgenmad og sandwich.